# 戸塚町水道 (東京都)
戸塚町水道（とつかまちすいどう）とは、豊多摩郡戸塚町（現在の新宿区）が経営していた町営水道である。

## 概要
戸塚町では井戸水の水質が良かったため、雑用水は井戸水が用いられていたが、住宅の増加に伴い地下水が欠乏するようになったため、水道敷設の必要性が高まっていた。その折に荒玉水道町村組合の設立が計画されたため、戸塚町では当初同組合に加入する予定であった。しかし、負担額が多額であったことから時期尚早であるとの声が多く、戸塚町は同組合への加入を見送った。
関東大震災が起こり、中心部からの転入者が増えた戸塚町では一層水道敷設の必要性が高まった。ちょうど同時期に東京市から水道水の供給を受ける見込みが立ったことから戸塚町では東京市からの水道水の供給を受けることとなり、1926年（大正15年）12月に上水分譲契約を締結した。
まず1928年（昭和3年）に第1期工事として消火栓の設置が行われ、1930年（昭和5年）3月に工事が完了した。なお同町水道の工事は東京市に委託して行われている。同年9月には各戸給水に関する認可を得たため、同年11月に着工し、1931年（昭和6年）2月13日には町内の一部への給水が開始された。そして同年12月には工事が完了した。
1932年（昭和7年）10月1日に戸塚町が東京市に統合されたことで、戸塚町水道は東京市水道の一部となった。
東京市への引継ぎ時の給水戸数は737戸、給水人口は2800人であった。

## 施設
東京市水道の配水管より水道管を分岐させ上水の供給を受けていたため、水源や浄水場の設備は有さなかった。